# Ammar Hawsawi
Ammar Omar Hassan Hawsawi (ar. عمار بن عمر بن حسن هوساوي;ur. 16 czerwca 2001) – saudyjski zapaśnik walczący w obu stylach.
Srebrny i brązowy medalista mistrzostw arabskich w 2021. Siódmy na igrzyskach solidarności islamskiej w 2021 roku.